# Simmone Morrow
Simmone Anne Morrow (* 31. Oktober 1976 in Cowell, South Australia) ist eine ehemalige australische Softballspielerin. Sie gewann eine Silbermedaille und zwei Bronzemedaillen bei Olympischen Spielen.

## Karriere
Simmone Morrow spielte als Outfielder, wobei sie bei ihren drei Olympiateilnahmen auf allen drei Positionen im Outfield eingesetzt wurde. In der australischen Nationalmannschaft wirkte sie in 288 Länderspielen mit. Ihre erste internationale Medaille gewann sie mit der australischen Nationalmannschaft bei der Weltmeisterschaft 1998, als die Australierinnen Zweite hinter der Mannschaft aus den Vereinigten Staaten und vor den Japanerinnen wurden. Zwei Jahre später beim Olympiaturnier 2000 in Sydney wurden die Australierinnen in der Vorrunde Zweite hinter den Japanerinnen. Nach Niederlagen gegen die Japanerinnen und gegen das Team aus den Vereinigten Staaten wurden die Australierinnen Olympiadritte. Morrow wirkte in neun Begegnungen mit. 2004 in Athen wurden die Australierinnen in der Vorrunde Zweite hinter der Mannschaft aus den Vereinigten Staaten. Mit einem Sieg gegen die Japanerinnen erreichten sie das Finale und gewannen die Silbermedaille hinter der Mannschaft aus den USA. Im Finale unterlagen die Australierinnen mit 1:5. Morrow war in acht Partien dabei.
2006 wurden die Australierinnen bei der Weltmeisterschaft Dritte hinter den USA und Japan. Beim Olympiaturnier 2008 in Peking wurden die Australierinnen in der Vorrunde Dritte. Nach einem Sieg über die Kanadierinnen und einer Niederlage gegen die Japanerinnen erhielten die Australierinnen die Bronzemedaille. Morrow war in neun Spielen dabei. Nachdem die Australierinnen die ersten beiden Partien in der Vorrunde verloren hatten, gelangen Morrow im dritten Spiel gegen die Chinesinnen zwei Home Runs.
Seit 2013 ist Simmone Morrow in der Softball Australia Hall of Fame.